# 굿바이 콜럼버스
굿바이 콜럼버스(Goodbye Columbus)는 미국의 작가 필립 로스가 1959년에 저술한 데뷔작이다. 로스의 당시 유대인 사회에 대한 시각을 그대로 보여준다. 한국에서는 1973년 이익환 명예교수 번역으로 처음으로 알려졌다.
도서관 사서로 일하는 니일 클러그먼이 컨트리클럽에서 우연히 브렌다 패팀킨을 만나 연애하면서 겪는 이야기를 그려냈다.